# Cecilia Rouse

Cecilia Elena Rouse (/ˈraʊs/ ROWSS), née le 18 décembre 1963, est une économiste américaine. Elle est la 30e présidente du Conseil des conseillers économiques (Council of Economic Advisers), entre mars 2021 et mars 2023. Elle est la première Afro-Américaine à occuper ce poste.

## Biographie
Cecilia Elena Rouse grandit à Del Mar en Californie. Elle obtient son diplôme du lycée de Torrey Pines en 1981. Elle est la sœur de Forest Rouse, un physicien, et de Carolyn Rouse, une anthropologue et professeure à l'université de Princeton. Son père Carl A. Rouse est un physicien chercheur, qui a obtenu son doctorat à l'Institut de technologie de Californie en 1956. Sa mère Lorraine a travaillé comme psychologue scolaire.
Cecilia Rouse est diplômée d'une licence puis d'un doctorat en économie de l'université Harvard, obtenus en 1986 et en 1992,. Après avoir soutenu sa thèse, elle rejoint la faculté de l'université de Princeton.
Cecilia Rouse est mariée avec Ford Morrison, le fils de l'autrice Toni Morrison. Ils sont les parents de deux filles.

## Carrière professionnelle
De 1998 à 1999, Cecilia Rouse fait partie du Conseil économique national (National Economic Council) sous la présidence de Bill Clinton. Elle est également membre du Conseil des conseillers économiques (Council of Economic Advisers) du président Barack Obama de 2009 à 2011. Elle est doyenne de l'école des affaires publiques et internationales de Princeton et titulaire de la chaire Lawrence et Shirley Katzman, et Lewis et Anna Ernst en économie de l'éducation,.
Cecilia Rouse est la directrice fondatrice de la section de recherche sur l'éducation de l'université de Princeton, membre de la National Academy of Education et associée de recherche du National Bureau of Economic Research. Ses recherches portent principalement sur l'économie du travail et plus particulièrement sur l'économie de l'éducation. Elle a été la rédactrice en cheffe du Journal of Labor Economics, et la rédactrice principale de The Future of Children. 
Cecilia Rouse est membre du conseil d'administration de la Manpower Demonstration Research Corporation (MDRC), administratrice des T. Rowe Price Equity Mutual Funds et membre du conseil consultatif des T. Rowe Price Fixed Income Mutual Funds. 
En janvier 2021, le président Joe Biden propose la candidature de Cecilia Rouse au poste de présidente du Conseil des conseillers économiques. Le 4 février 2021, la commission bancaire du Sénat transmet un rapport favorable sur cette nomination. Le Sénat confirme la nomination de Cecilia Rouse par 95 voix contre 4 le 2 mars 2021. Elle est la première Afro-Américaine à occuper ce poste,,. 

## Liens exterrnes
- Site officiel
- Ressources relatives à la recherche :   - Mathematics Genealogy Project
  - Scopus
- Ressource relative à la vie publique :   - C-SPAN
- Notices d'autorité :   - VIAF
  - ISNI
  - BnF (données)
  - IdRef
  - LCCN
  - GND
  - Pays-Bas
  - Israël